# 仙台 - 気仙沼・宮古線
仙台 - 気仙沼・宮古線（せんだい・けせんぬま・みやこせん）は、宮城県仙台市と岩手県宮古市の間を、仙台東部道路・三陸沿岸道路を経由して結ぶ昼行高速バス路線である。途中、宮城県気仙沼市および岩手県下閉伊郡山田町に停車する。
座席定員制であり、乗車前の予約は不要。

## 運行会社
- 岩手県北自動車 - 路線名表記は「宮古・気仙沼・仙台線（三陸高速バス）」（外部リンク参照）。
- 宮城交通

1日2往復で、岩手県北自動車、宮城交通がそれぞれ1往復を運行する。4列シート、トイレなしハイデッカー車が使用される。

## 運行経路
2023年10月1日時点の経路は以下の通りである。
- 仙台駅前（40番バス停・宮交仙台高速バスセンター） - 仙台駅東口（乗車＝73番／降車＝75番） -（仙台東部道路：仙台東IC - 三陸沿岸道路：気仙沼港IC）- 気仙沼市まち・ひと・しごと交流プラザ -（三陸沿岸道路：気仙沼鹿折IC - 山田IC）- 道の駅やまだ（おいすた） -（三陸沿岸道路：山田IC - 宮古中央IC）- 宮古駅前 - 道の駅シートピアなあど

休憩は、仙台 - 気仙沼間の道の駅三滝堂と、気仙沼 - 山田間の道の駅さんりくの2か所で設けられている。
仙台 - 気仙沼・山田・宮古間のほか、気仙沼 - 山田・宮古間の利用が可能である。山田 - 宮古間や、仙台市内・宮古市内のみの利用はできない。

### 過去の運行経路
実証運行期間
- 仙台空港（一部便のみ） - 仙台駅東口（観光バス乗降場） - 気仙沼市まち・ひと・しごと交流プラザ - 陸中山田駅前 - 宮古駅前 - 道の駅シートピアなあど

2022年4月16日（本格運行開始）- 2023年9月30日
- 仙台駅前（40番バス停・宮交仙台高速バスセンター） - 仙台駅東口（76番バス停）- 気仙沼市まち・ひと・しごと交流プラザ - 陸中山田駅前 - 宮古駅前 - 道の駅シートピアなあど

## 歴史

### 路線沿革

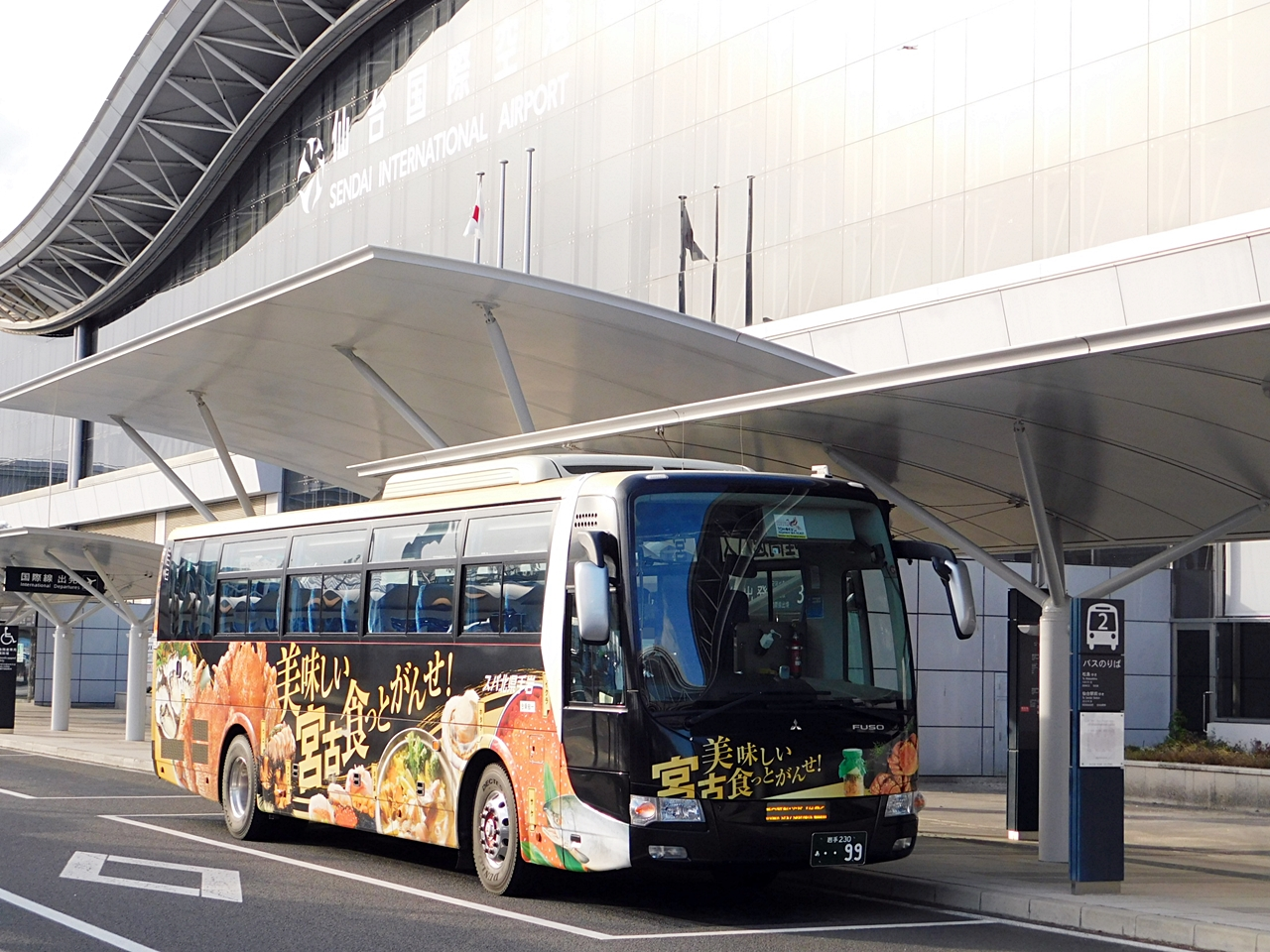
実証運行時には仙台空港にも乗り入れた

2021年（令和3年）10月22日、翌2022年（令和4年）1月31日までの実証運行として、岩手県北自動車、宮城交通の2社で運行開始。同年3月に三陸沿岸道路の気仙沼市内の区間が開通し、仙台 - 宮古間が高速道路で直結されたことを活かし、周遊の促進、交流人口拡大による地域経済の活性化を目的として設定された。観光庁の「既存観光拠点再生・高付加価値化推進事業」の採択を受けた。宮古市内、山田町から三陸沿岸道路を通り、途中気仙沼市を経由し、仙台駅東口（観光バス乗降場）、仙台空港（岩手県北自動車担当便のみ）まで運行した。
先述の実証運行が好評だったため、2022年2月1日以降も岩手県北自動車が単独で実証運行を継続することとなった。この際、仙台空港発着は中止とする変更が行われた。国土交通省の「地域公共交通確保維持改善事業費補助金」（活性化・継続事業）が活用された。
上記の実証運行では、週末を中心に1便あたり平均10人が利用し、年末年始には1便あたり30 - 40人の利用があった。乗客へのアンケートでは、三陸沿岸道路利用による時間短縮への評価が高かった。この状況から、一定の利用が見込めるとの判断の下、2022年4月16日より本格運行を開始した。再び宮城交通との共同運行となり、仙台駅前（広瀬通・宮交仙台高速バスセンター）に発着。仙台駅東口ののりばを76番のりばに変更。新幹線との接続を考慮したダイヤ改正を行うとともに、運賃を改定。往復乗車券（5日間有効）を2回回数券に変更。
2022年9月16日から、宮城交通担当便で「icsca」や交通系ICカード全国相互利用サービスに対応したICカードの利用が可能となった。
2023年5月15日より仙台駅東口の乗り場を変更。乗降とも76番乗り場であったが、乗車は73番、降車は75番となった。また、同年に新築移転した道の駅やまだに10月1日より乗り入れを開始、代わって陸中山田駅への停車を終了した。

### 年表
- 2021年（令和3年） 10月22日 - 翌年1月31日までの実証運行として、岩手県北自動車・宮城交通の2社で共同運行開始。
- 2022年（令和4年）
  - 2月1日 - 岩手県北自動車が単独で実証運行を継続。仙台空港発着を取りやめ。
  - 4月16日 - 本格運行開始。宮城交通が再度共同運行に加わる。ダイヤや運賃、仙台駅の停車場所を変更。
  - 9月16日 - 宮城交通担当便で、交通系ICカードへの対応を開始。
- 2023年（令和5年）
  - 5月15日 - 仙台駅東口の乗り場を、乗降とも76番→乗車は73番、降車は75番に変更。
  - 10月1日 - 山田町内の停留所を、陸中山田駅前から道の駅やまだ（おいすた）に変更。
- 2024年（令和6年）10月1日 - 運賃改定[14][15]。

## 運賃・乗車券

### 主な区間の運賃
以下の運賃はいずれも大人の片道運賃で、小児は半額となる。この他、大人のみ2枚つづり回数券の設定がある。
- 仙台 - 宮古：4,200円
- 気仙沼 - 宮古：3,400円
- 仙台 - 気仙沼：2,200円

仙台 - 気仙沼間の運賃はミヤコーバスが運行する仙台 - 南三陸・気仙沼線の仙台 - 気仙沼間と同額に設定されているが、仙台 - 南三陸・気仙沼線の乗車券を使用することはできない。

### 乗車券発売箇所
- 仙台駅前（宮交仙台高速バスセンター）
- 仙台駅東口
- 宮古駅前（岩手県北バス宮古駅前案内所）

仙台 - 宮古間の往復乗車券と、遊覧船「宮古うみねこ丸」乗船券または「宮古市魚菜市場」の商品券とのセット券は、宮交仙台高速バスセンターのみでの販売。

### 交通系ICカードへの対応
交通系ICカード全国相互利用サービスに対応したICカードは、宮城交通便において2022年9月16日より使用可能となっている。岩手県北自動車は、2023年3月31日時点で同社が発行する地域連携ICカード「iGUCA」が利用可能としている。